# Houlberg
Houlberg war ein dänischer Hersteller von Automobilen.

## Unternehmensgeschichte
Das Unternehmen von Christian Houlberg aus Odense begann 1913 mit der Produktion von Automobilen. 1921 wurde die Produktion nach 30 hergestellten Exemplaren eingestellt.

## Fahrzeuge
Es gab zwei verschiedene Modelle. Das große Modell war der 5/12 HP. Er war mit einem Vierzylindermotor von Ballot ausgestattet und in der Karosserieform Torpedo wahlweise mit zwei oder vier Sitzen lieferbar. Außerdem gab es noch ein kleines Modell mit Motor von Eysink.